# Bored Ape Yacht Club
Les Bored Ape Yacht Club (BAYC) ou Bored Ape sont une collection de NFT représentant des dessins à l'effigie de singes.

## Historique
L'entreprise créatrice de la collection, Yuga Labs, s'enrichit par la vente initiale de la collection, dix mille NFT à 0,08 ETH (environ 200 dollars) chacun, et par une commission de 2,5 % sur tous les échanges. Après un an d'existence, le volume de transactions s'élève à plus d'un milliard et demi de dollars.
Les créateurs du Bored Ape Yacht Club se cachent derrière des pseudonymes ; les fondateurs sont « Gargamel » (Wylie Aronow) et « Gordon Goner » (Greg Solano), aidés de deux ingénieurs : « No Sass » et « Emperor Tomato Ketchup ».
Limitée à 10 000 exemplaires différents, la collection attire plusieurs célébrités, le joueur de football Neymar en a acheté deux, le chanteur Justin Bieber un, Timbaland, Eminem, Jimmy Fallon, Paris Hilton font également partie du club,.
En mars 2022, la start-up de 11 salariés rachète la collection de CryptoPunks. En mai, Yuga Labs vend des parcelles de terrain de son futur métavers. Cette mise en vente congestionne la blockchain Ethereum.

## Criminalité associée
En décembre 2021, le galériste new-yorkais Todd Kramer se fait dérober une quinzaine de Bored Ape dans son portefeuille numérique pour une valeur estimé à deux millions de dollars.
En juin 2022, le compte Discord du Bored Ape Yacht Club est piraté, entraînant des pertes évaluées à 360 000 dollars.
En septembre 2022, cinq personnes sont mises en examen à Paris ; elles sont soupçonnées d'avoir monté un réseau récupérant de façon frauduleuse la propriété d'éléments d'une collection très prisée de NFT, dont des Bored Ape Yacht Club.